# Напад на Седреник
Напад на Седреник био је напад снага Армије Републике Босне и Херцеговине на Седреник, али је Војска Републике Српске одбила напад.

## Ток догађаја
Сарајево је остало углавном мирно током већег дела 1994. године. "Мирно" је релативан појам, јер су повремени снајперски и пешадијски напади наставили да тероришу цивилно становништво. Али застрашујуће артиљеријско и минобацачко гађање, које је изазвало највећи део жртава и уништило делове града, у суштини је престало. Један значајан прекид у миру догодио се у септембру, када је АРБиХ покренула врло малу офанзиву да заузме део Седреника, у североисточном делу града северно од сарајевског старог града. Снаге АРБиХ из муслиманског насеља Грдонј покренуле су изненадни напад на Седреник под контролом Срба 18. септембра. АРБиХ је напредовала првог дана и борбе су се интензивирале док су Срби контра-нападали следећег дана. Изоловани дводневни сукоб завршио се са малим добицима АРБиХ. Али 20. септембра посматрачи УН-а су пријавили да су ВРС поново враћа изгубљене положаје од прошлих дана.